# Brothomstates
Brothomstates właściwie Lassi Nikko, znany również pod pseudonimiem Airliner Series – pochodzący z Finlandii muzyk i kompozytor. Pod pseudonimem Dune w demogrupie Orange tworzy muzykę do produkcji demoscenowych. Większość utworów realizuje w stylistyce downtempo, ambient a także IDM, nierzadko eksperymentując z abstrakcyjną rytmiką i melodiami.

## Dyskografia
- kobn-tich-ey (1998) (produkcja wydana nieoficjalnie w plikach MP3)
- Brothom States EP (2000) Exogenic
- Qtio (2001) WARP
- Claro (2001) WARP
- Rktic (2004) WARP
- Brothomstrain vs Blamstates (2006) Narita